# Florian Riegler
Florian Riegler (* 2. Januar 1982) ist ein italienischer Extrem-Kletterer und Filmemacher.

## Leben
Riegler begann im Alter von 13 Jahren mit dem Sportklettern.  2004 war er Teilnehmer einer Erstbesteigung „Zwergenkönig“ (400 Meter) an der Rotwand (Rosengartengruppe). Die Route konnte bis heute von keiner Seilschaft wiederholt werden. 2010 folgte eine Winter-Erstbesteigung der Route „Schachmatt“ M10+, 55°, 1000 Meter an der Königspitze (Ortlergruppe) mit Martin Riegler.
2007 gewann er die italienischen Meisterschaften im Eisklettern und klettert mit „Caudio Cafè“ 8c+ in Arco. 2012 war er Darsteller von Reinhold Messner im Film Messner. Im selben Jahr organisierte Riegler gemeinsam mit seinem Bruder eine Expedition nach Pakistan, wo ihnen die Erstbegehung des 4.950 m hohen Kako Peak gelang. 2013 unternahm er die  Erstbegehung des modernen Klassikers „Coyote“ 5.12a  an den Pfattner-Wänden. 2015 doubelte er Josh Brolin im Hollywoodfilm Everest.
Riegler ist zudem Landwirt auf dem Familienbauernhof mit Weinbergen und Obstwiesen in Bozen. Er ist verheiratet und hat zwei Kinder.

## Auszeichnungen
- 2004 Alpiner Förderpreis des Alpenvereins Südtirol
- 2013 Paolo-Consiglio-Preis des italienischen Alpenvereins CAI in Turin für die Erstbesteigung des Kako Peak[2]